# Ђуришић
Ђуришић је српско презиме. Значајни људи са овим презименом су:
- Душко Ђуришић (1977), црногорски фудбалер
- Милан Ђуришић (1987), црногорски фудбалер
- Никола Ђуришић (2004), српски кошаркаш, син Душка Ђуришића
- Павле Ђуришић (1909–1945), црногорски србочетнички командант